# Soledad Chacón
Pour les articles homonymes, voir Chacón.
Soledad Chacón, née le 11 août 1890 à Albuquerque (Nouveau-Mexique) et morte le 4 août 1936 dans la même ville, est une femme politique américaine.
Elle la première femme élue secrétaire d'État (en) du Nouveau-Mexique et la première femme hispanique élue à un poste à l'échelle d'un État aux États-Unis. Elle est gouverneure du Nouveau-Mexique par intérim pendant deux semaines en 1924, devenant la deuxième femme à diriger un État américain.

## Biographie

### Famille et études
Soledad Chávez est la fille de Melitón Chávez (1856–1932) et Francisca Baca de Chávez (1864–1923), tous deux membres d'éminentes familles du Nouveau-Mexique. Elle a une sœur aînée, Piedad Chávez Sandoval (1888-1969). Les sœurs passent une partie de leur enfance à la Salvador Armijo House (en), dans la vieille ville, une maison construite dans les années 1840 par leur arrière-grand-père maternel, Salvador Armijo. Le bâtiment est inscrit au Registre national des lieux historiques.
Elle est diplômée du lycée d'Albuquerque en 1908, puis suit un programme de comptabilité au Albuquerque Business College. Elle épouse Ireneo Eduardo Chacón (1885–1969) en 1910 ; le couple a deux enfants, Adelina et Santiago.

### Carrière politique
Carmen Chacón est élue pour la première fois au poste de secrétaire d'État (en) du Nouveau-Mexique en 1922, deux ans après que le XIXe amendement a garanti le droit de vote aux femmes. Durant son mandat, les habitants du Nouveau-Mexique la surnomment « Lala ». Elle sert pour un autre mandat de deux ans à partir de 1924.
Elle devient gouverneure du Nouveau-Mexique par intérim pendant deux semaines, du 21 juin au 5 juillet 1924, lorsque le gouverneur James F. Hinkle quitte l'État pour assister à la Convention nationale démocrate à New York. Le lieutenant-gouverneur du Nouveau-Mexique José A. Baca était mort plus tôt dans l'année, laissant la secrétaire d'État la personne suivante dans la ligne de succession. Soledad Chacón est la deuxième femme à diriger un État américain par intérim après Carolyn B. Shelton, gouverneure de l'Oregon pendant deux jours en 1909. Lors de sa prise de fonction, Soledad Chacón déclare aux journalistes : « Je ne prévois aucun problème sérieux pendant l'absence du gouverneur Hinkle, mais si cela se produisait, je ne crois pas que j'aurais de difficultés à le gérer ». Dans ses fonctions de gouverneur, elle entreprend plusieurs actions, notamment la signature d'une demande de financement de la Garde nationale du Nouveau-Mexique et l'octroi d'une grâce.
Elle est élue à la Chambre des représentants du Nouveau-Mexique en 1934, devenant la quatrième femme hispanique à occuper ce poste. Elle siège au sein de plusieurs comités et en préside un. En 1936, alors à la moitié de son mandat, elle meurt d'une péritonite.